# 22769 Aurelianora
22769 Aurelianora este un asteroid din centura principală de asteroizi.

## Descriere
22769 Aurelianora este un asteroid din centura principală de asteroizi. A fost descoperit pe 19 ianuarie 1999 la Gnosca de Stefano Sposetti. Asteroidul prezintă o orbită caracterizată de o semiaxă mare de 3,10 ua, o excentricitate de 0,14 și o înclinație de 3,1° în raport cu ecliptica.